# Gloria (voornaam)
Gloria is een variatie op de Latijnse naam gloriae, dat "onoverwinnelijke glorie" betekent.

## Bekende naamdraagsters
- Gloria Estefan, Cubaans-Amerikaanse zangeres
- Gloria Vanderbilt, Amerikaanse designer